# BeNEX ET 440
De ET 440 en ET 441, ook wel Alstom Coradia Continental genoemd, is een elektrisch treinstel voor het regionaal personenvervoer BeNEX.

## Geschiedenis
De Baureihe 440 is afgeleid van de Alstom Coradia LIREX. Dit treinstel is een zogenaamde lichtgewichttrein met een lagevloer over de hele lengte. Het acroniem LIREX staat voor Leichter, innovativer Regionalexpress.
| vervoerder | inzet gebied      | begin concessie | 440.0 | 440.4 | totaal |
| ---------- | ----------------- | --------------- | ----- | ----- | ------ |
| BeNEX      | E-Netz Regensburg | 12/2010         | 5     | 21    | 26     |

## Constructie en techniek
Het treinstel is opgebouwd uit een aluminium frame met een frontdeel van GVK. Het treinstel is uitgerust met luchtvering.

### Nummers
- vierdelig: 440.0 - 441.0 - 441.5 - 440.5
- driedelig: 440.4 - 441.4 - 440.9

## Treindiensten
De treinsen worden door BeNEX op het E-Netz Regensburg
De BeNEX gaat vanaf december 2010 tot eind 2022 op de volgende trajecten rijden:
- Neumarkt (Oberpfalz) – Regensburg – Plattling
- Landshut – Regensburg – Ingolstadt

De BeNEX gaat vanaf december 2011 tot eind 2022 op de volgende trajecten rijden:
- Donautalbahn: Regensburg – Ingolstadt – Donauwörth – Günzburg – Ulm